# Местечкин, Яков Гершкович
Я́ков Гершко́вич Месте́чкин (также Я́ков Григо́рьевич Месте́чкин, Я́н Месте́чкин; 30 октября 1916, Одесса, Херсонская губерния — 3 октября 2009, Киев) — советский и украинский оператор, фронтовой кинооператор в годы Великой Отечественной войны, заслуженный деятель искусств УССР (1988).

## Биография
Родился 17 (30 октября) 1916 года в Одессе в семье васильковского мещанина, бухгалтера Гершко Мееровича Местечкина (1869—?) и кнышинской мещанки, медсестры Цивы Янкелевны Ясеновской (1886—?), заключивших брак 20 августа 1909 года там же. Окончил рабфак. С 1931 по 1934 год работал на Одесском заводе имени Январского восстания. Увлечённость фотографией привела на операторский факультет ВГИКа, который с отличием окончил в 1940 году. Тогда же с полгода работал ассистентом оператора на Ленинградской студии кино хроники, пока военкомат не направил его в Московское Краснознаменное военное авиационное училище связи, где проходил обучение с октября 1940 по апрель 1942 года.
В июне 1942 года, находясь в Москве, по мобилизации кинохроникёров был призван в РККА и в звании техника-лейтенанта направлен в киногруппу Карельского фронта. 
С 1945 года — оператор и режиссёр Укркинохроники. В 1966 году за документальный фильм «Только шесть секунд…» был награжден призом I ВКФ спортивных фильмов в Москве.
Член ВКП(б) с 1939 года, член СК СССР с 1958 года.
Похоронен на Байковом кладбище.

## Фильмография

### Оператор
- 1945 — Спартакиада победителей; Иван Кожедуб; Наш кандидат Гречко; Украина возрождается; Всенародное торжество
- 1947 — Академик Богомолец; Советское искусство; Львовский собор
- 1948 — Всенародный праздник; Тридцатилетие Украины; Первая в СССР
- 1949 — На родине Жданова; Победа марьинцев; Физкультурники Винничины; Музей Т. Г. Шевченко; XXVI съезд КПУ
- 1950 — Справедливый приговор; На полях Украины; Сталевары Азовстали; Новая победа марьинцев
- 1951 — Сельхозвыставки на Украине; Воссоединённая Украина; Они возвратились на Родину; Спортивная Украина
- 1952 — В одной школе; Дружба
- 1953 — Нефтяники Борислава; Университет на Буковине
- 1954 — По зову партии; Украинская сельхозакадемия; Трёхсотлетие великой дружбы
- 1955 — Сельский лекторий; Тридцатитысячники; Украинская ССР
- 1956 — Волынский угольный бассейн; Республиканская олимпиада; Спартакиада УССР — главный оператор
- 1957 — VI Всемирный фестиваль молодёжи в Киеве — главный оператор; Сердца молодых; Сорокалетие Украины
- 1958 — Земля киевская; Дорога в жизнь
- 1959 — В дружбе с трудом; Молодость освобождённого края; На учениях
- 1960 — Школа на новом пути; Юные запорожцы; Украина — 60-е годы; Семья и школа
- 1961 — Земля Донецкая — море житейское; На Тарасовой горе
- 1962 — Мы из одного отряда; Им улыбается Прага; Василий Дрокин
- 1963 — Суворовцы; Мы стали друзьями; Мы из Политехнического; На юге Украины
- 1964 — 40 чистых минут; Слово о генерале; Т. Г. Шевченко
- 1965 — Они отстояли весну; ВКС
- 1966 — 9,95; Друзья — соперники; Только 6 секунд
- 1967 — Вечно живой; И струны Лысенко живы; Украина — год 67-й
- 1968 — Молодцы
- 1969 — Орленок; Выше, дальше, быстрее; Герои спортивного года
- 1972 — Снова чемпионы; Самый быстрый человек планеты живет в Киеве; По Днепру; Всадники Европы
- 1975 — Сила и мужество
- 1976 — В небе только асы; Ира, Ирочка, Ирина; Футбол — моя страсть
- 1977 — Пять дней в начале лета
- 1978 — Киевские адреса Ульяновых
- 1981 — Ленин — вождь
- 1986 — С олимпийским прицелом
- 1988 — Кони, чудо кони
- 1989 — По сигналу тревоги
- 1990 — Сады
- 1991 — Самбо — чемпионат Европы
- 1992 — Памяти героев Чернобыля

### Режиссёр
- 1963 — На юге Украины
- 1978 — Киевские адреса Ульяновых
- 1990 — Сады

## Награды и звания
- медаль «Партизану Отечественной войны» I степени (27 декабря 1943)
- орден Красной Звезды (20.11.1944)
- медаль «За оборону Советского Заполярья» (5 декабря 1944)
- два ордена Отечественной войны II степени (14.6.1945; 6.4.1985)
- медаль «За освобождение Праги» (1945)
- медаль «За победу над Германией в Великой Отечественной войне 1941—1945 гг.» (1945)
- заслуженный деятель искусств УССР (1988)
- Орден «За заслуги» III степени (2004)[4]